# 李應辰
李應辰（1539年—？），字惟星，號會臺，浙江寧波府慈谿縣人，民籍，明朝政治人物。

## 生平
隆慶元年（1567年）丁卯科浙江鄉試第三十一名舉人。隆慶五年（1571年）中式辛未科會試第二十九名，三甲第二百六十四名進士。礼部觀政，授石門知縣，六年调任江陵县知县，萬曆三年（1575年）调任郧阳县，五年升刑部主事，九年降为平定州同知，十年升兖州府通判，十三年升夔州府同知，十七年升曲靖知府，十八年丁憂，二十年调簡，贬官至山西潞安府同知，二十四年养病去職。

## 家族
曾祖李鐮，巡檢；祖父李沔；父李櫏，母陳氏；繼母韓氏。具庆下。